# Gertchen Kolar
Gertchen Kolar (Graz, Austria, 23 de enero de 1926-Berlín, Alemania, 22 de diciembre de 2014) fue una gimnasta artística austriaca, medallista de bronce mundial en 1950 en la general individual.

## Carrera deportiva
Su mayor triunfo fue conseguir el bronce en el Mundial de Basilea 1950 en la competición de la general individual, quedando situada en el podio tras la polaca Helena Rakoczy (oro) y la sueca Ann-Sofi Pettersson, y en el mismo mundial, también consiguió la plata en salto de potro.